# Furthammer (Wunsiedel)
Furthammer ist ein Gemeindeteil der Kreisstadt Wunsiedel im Landkreis Wunsiedel im Fichtelgebirge (Oberfranken,  Bayern). Im Jahr 2000 lebten in Furthammer 171 Personen.

## Geographie
Das Dorf Furthammer liegt im Tal der Röslau (Fluss) an der Staatsstraße 2665. Teile des Ortes, die an der Bundesstraße 303 liegen, gehören zur Gemeinde Tröstau. Gegenüber von Furthammer liegt der Gemeindeteil Schönbrunn.

## Geschichte
Die Siedlung lag an einer Altstraße, die von Kemnath kam, über den Wurmlohpass zwischen Kösseine und Hohe Matze führte und über Schönbrunn nach Hof verlief. Das Hammerwerk an der Röslaufurt wurde 1499 im Landbuch der Sechsämter genannt. Westlich des Dorfes bestand 1709 ein Zinn- und Goldseifenwerk, 1729 wurde eine Zinnschmelzhütte errichtet.

## Tourismus
Durch Furthammer führen der Hauptwanderweg Röslauweg des Fichtelgebirgsvereins und der überörtliche Brückenradweg Bayern-Böhmen.